# San Marcos (San Marcos)
San Marcos (en honor a su santo patrono Marcos el Evangelista) es una ciudad y cabecera departamental del Departamento de San Marcos, en Guatemala, a 272 km de la Ciudad de Guatemala. El poblado fue fundado por un contingente al mando del Capitán Juan de León Cardona el 25 de abril de 1533.
En 1752 los vecinos de la localidad solicitaron la instalación de un Ayuntamiento Municipal, siendo presidida el año siguiente por Sebastián de Barrios.
San Marcos fue uno de los municipios originales del Estado de Guatemala fundado en 1825; estaba en el departamento de Quetzaltenango/Soconusco, cuya cabecera era Quetzaltenango, también estuvo en el circuito Del Barrio que pertenecía al Distrito N.°10 (Quezaltenango) para la impartición de justicia. A partir de 1838, San Marcos fue parte de la región que formó el efímero Estado de Los Altos, hasta que este fue recuperado por la fuerza por el general Rafael Carrera.
En septiembre de 1897, luego del fracaso de la Exposición Centroamericana y la grave crisis económica que afrontaba Guatemala tras la caída del precio internacional del café y de la plata, un grupo de revolucionarios tomó las armas con el fin de apoderarse de varias instituciones y evitar que el gobernante siguiera en el poder; el 7 de septiembre, día en que estalló la revolución, los alzados avanzaron contra San Marcos, tomando la ciudad. El 15 de septiembre las fuerzas revolucionarias proclamaron su victoria y tomaron Ocós, Colomba y Coatepeque, pero el 4 de octubre el ejército contraatacó y retomó el control dando fin a la revolución. El presidente Reina Barrios era originario de San Marcos, y en represalia el 23 de octubre de 1897 trasladó la cabecera del departamento a San Pedro Sacatepéquez.
El 25 de octubre de 1902, el pueblo fue destruido por la erupción del Volcán Santa María, y el 16 de diciembre de 1935, el gobierno del general Jorge Ubico anexó a la población de San Pedro Sacatepéquez, formando un solo municipio al que se le llamó «La Unión San Marcos», como parte de su programa de simplificación administrativa para paliar los efectos de la Gran Depresión; los gobiernos revolucionarios revirtieron esta decisión y La Unión San Marcos fue suprimido el 20 de julio de 1945, un año después de la renuncia de Ubico, y se volvieron a establecer los municipios de San Pedro Sacatepéquez y de San Marcos, pasando este último a ser nuevamente la cabecera del departamento.
En diciembre de 2010 se hizo público que Juan Alberto Ortiz López, alias «Chamalé» o el «Hermano Juanito», y Joaquín Archivaldo Guzmán Loera del Cartel de Sinaloa operaban juntos y controlaban el departamento de San Marcos y los municipios fronterizos, desde donde cargamentos de droga habrían salido de Guatemala para ser transportada a México y después a Estados Unidos. Ortiz López también fue propietario de una empresa de cable en Malacatán, pastor de su iglesia evangélica en una de sus fincas del mismo municipio, y tenía registradas más de diez viviendas a su nombre entre Coatepeque Quetzaltenango (departamento) y Ayutla Tecún Umán y Malacatán.  Tras ser capturado en 2011 y extraditado a los Estados Unidos, el 8 de julio de 2015 la Corte del Distrito Medio de Florida condenó a «Chamalé» a doscientos sesenta y dos meses de prisión y sesenta más de libertad condicional por considerársele culpable de vender, distribuir o almacenar drogas.
El 7 de noviembre de 2012 el poblado sufrió un fuerte terremoto que dañó el occidente de Guatemala y afectó severamente la infraestructura de la localidad.

## Historia
El poblado fue fundado por un contingente al mando del Capitán Juan de León Cardona el 25 de abril de 1533.
En 1752 los vecinos de la localidad solicitaron la instalación de un Ayuntamiento Municipal, siendo presidida el año siguiente por Sebastián de Barrios.

### Tras la Independencia de Centroamérica
El Estado de Guatemala fue definido de la siguiente forma por la Asamblea Constituyente de dicho estado que emitió la constitución del mismo el 11 de octubre de 1825: «el estado conservará la denominación de Estado de Guatemala y lo forman los pueblos de Guatemala, reunidos en un solo cuerpo.  El estado de Guatemala es soberano, independiente y libre en su gobierno y administración interior.»
San Marcos fue uno de los municipios originales del Estado de Guatemala fundado en 1825; estaba en el departamento de Quetzaltenango/Soconusco, cuya cabecera era Quetzaltenango, y tenía los municipios de Quetzaltenango, Ostuncalco, San Marcos, Tejutla y Soconusco.
La constitución del Estado de Guatemala promulgada el 11 de octubre de 1825 —y no el 11 de abril de 1836, como numerosos historiadores han reportado incorrectamente — creó los distritos y sus circuitos correspondientes para la administración de justicia según el Código de Lívingston traducido al español por José Francisco Barrundia y Cepeda; San Marcos estuvo en el circuito Del Barrio que pertenecía al Distrito N.°10 (Quezaltenango), junto con Tejutla, San Pedro, San Antonio, Maclén, San Cristóbal Cucho, Izlamá, Coatepeque, San Lorenzo, San Pablo, Tajumulco, Santa Lucía Malacatán, San Miguel Ixtahuacán, Zipacapa y Comitancillo.

### El efímero Estado de Los Altos

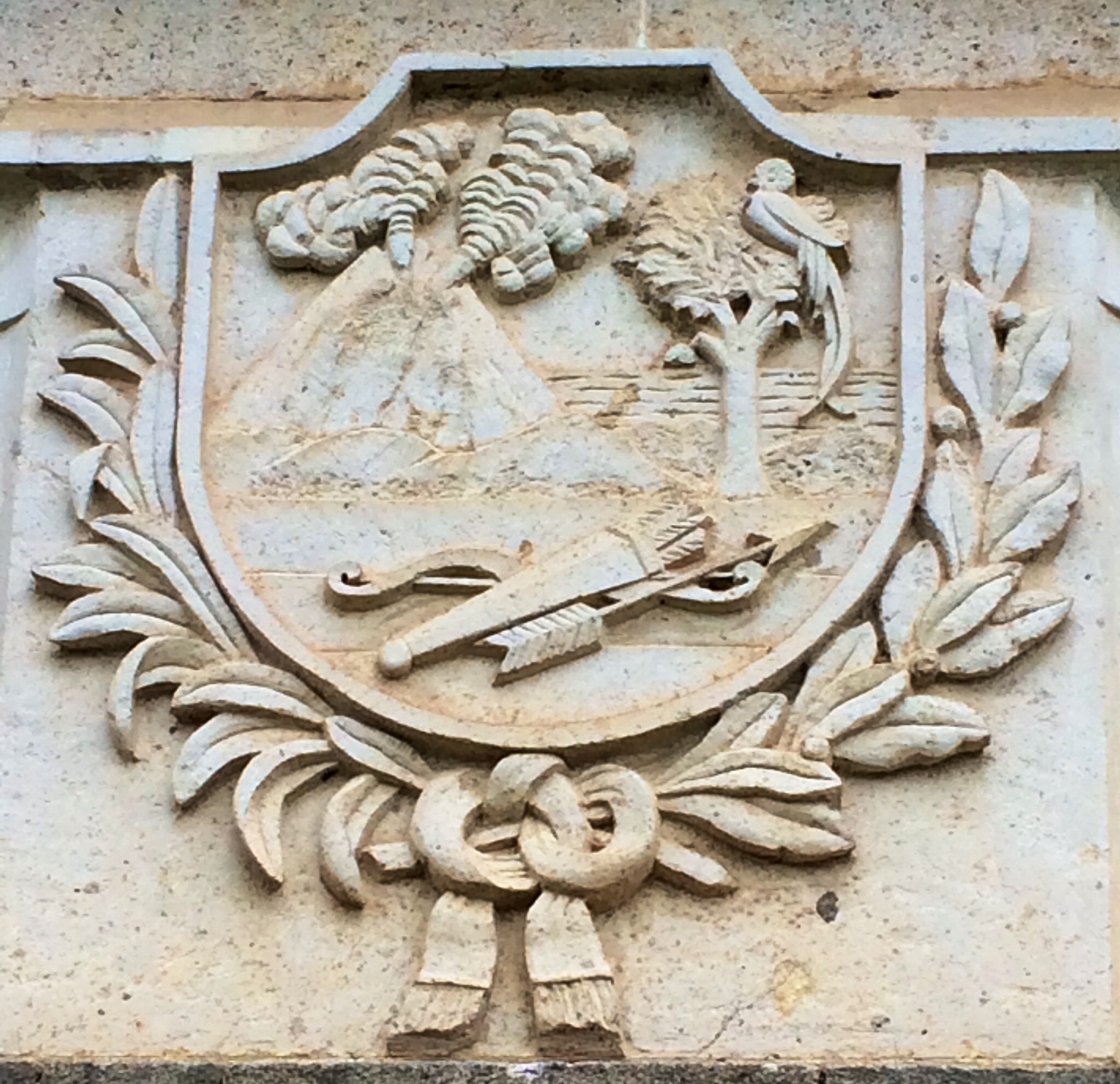
Escudo del Estado de los Altos

A partir de 1838, San Marcos fue parte de la región que formó el efímero Estado de Los Altos y que forzó a que el Estado de Guatemala se reorganizara en siete departamentos y dos distritos independientes el 12 de septiembre de 1839:
- Departamentos: Chimaltenango, Chiquimula, Escuintla, Guatemala, Mita, Sacatepéquez, y Verapaz
- Distritos: Izabal y Petén[4]

La región occidental de la actual Guatemala había mostrado intenciones de obtener mayor autonomía con respecto a las autoridades de la ciudad de Guatemala desde la época colonial, pues los criollos de la localidad consideraban que los criollos capitalinos que tenían el monopolio comercial con España no les daban un trato justo. Así, su representante en las Cortes de Cádiz solicitó la creación de una intendencia en Los Altos, gobernada por autoridades propias. El advenimiento de la independencia de América Central de alguna manera canceló esta posibilidad, pero el separatismo de los altenses perduró. Tras la disolución del Primer Imperio Mexicano y la consecuente separación de las Provincias Unidas del Centro de América, Los Altos continuó buscando su separación de Guatemala. Hubo dos condiciones que fueron favorables a las pretensiones de la élite criolla altense: la creación de un marco legal en la constitución centroamericana para la formación de nuevos estados dentro del territorio de la república y la llegada al gobierno de los federalistas liberales, encabezados por Francisco Morazán.  El área de Los Altos estaba poblada mayoritariamente por indígenas, quienes habían mantenido sus tradiciones ancestrales y sus tierras en el frío altiplano del oeste guatemalteco. Durante toda la época colonial habían existido revueltas en contra del gobierno español. Luego de la independencia, los mestizos y criollos locales favorecieron al partido liberal, en tanto que la mayoría indígena era partidaria de la Iglesia Católica y, por ende, conservadora.
Las revueltas indígenas en el Estado de Los Altos fueron constantes y alcanzaron su punto crítico el 1.º de octubre de 1839, en Santa Catarina Ixtahuacán, cuando tropas altenses reprimieron una sublevación y mataron a cuarenta vecinos. Encolerizados, los indígenas acudieron al caudillo conservador Rafael Carrera, en busca de protección. Por otra parte, en octubre de 1839 la tensión comercial entre Guatemala y Los Altos dio paso a movimientos militares; hubo rumores de que el general Agustín Guzmán —-militar mexicano que estaba al mando de las Fuerzas Armadas de Los Altos— estaba organizando un ejército en Sololá con la intención de invadir Guatemala, lo que puso a ésta en máxima alerta.
Tras algunas escaramuzas, los ejércitos se enfrentaron en Sololá el 25 de enero de 1840; Carrera venció a las fuerzas del general Agustín Guzmán e incluso apresó a éste mientras que el general Doroteo Monterrosa venció a las fuerzas altenses del coronel Antonio Corzo el 28 de enero.  El gobierno quetzalteco colapsó entonces, pues aparte de las derrotas militares, los poblados indígenas abrazaron la causa conservadora de inmediato; al entrar a Quetzaltenango al frente de dos mil hombres, Carrera fue recibido por una gran multitud que lo saludaba como su «libertador».
Carrera impuso un régimen duro y hostil para los liberales altenses, pero bondadoso para los indígenas de la región —derogando el impuesto personal— y para los eclesiásticos restituyendo los privilegios de la religión católica; llamando a todos los miembros del cabildo criollo les dijo tajantemente que se portaba bondadoso con ellos por ser la primera vez que lo desafiaban, pero que no tendría piedad si había una segunda vez. El general Guzmán, y el jefe del Estado de Los Altos, Marcelo Molina, fueron enviados a la capital de Guatemala, en donde fueron exhibidos como trofeos de guerra durante un destile triunfal el 17 de febrero de 1840; en el caso de Guzmán, engrilletado, con heridas aún sangrantes, y montado en una mula. El 26 de febrero de 1840 el gobierno de Guatemala colocó a Los Altos bajo su autoridad y el 13 de agosto nombró al corregidor de la región, el cual servía también como comandante general del ejército y superintendente.

### Revolución quetzalteca de 1897

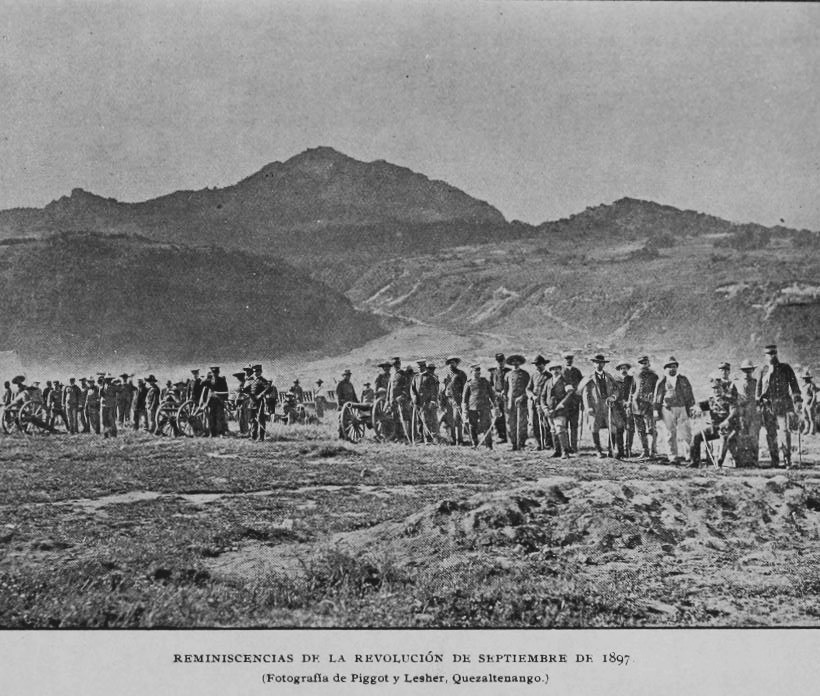
Brigada del general García León en los campos de Totonicapán. Ejército leal al presidente Reina Barrios

En septiembre de 1897, luego del fracaso de la Exposición Centroamericana y la grave crisis económica que afrontaba Guatemala tras la caída del precio internacional del café y de la plata, luego de que el gobierno había emprendido la construcción simultánea del ferrocarril interoceánico y de monumentos y edificios oficiales lujosos en la Ciudad de Guatemala, los quetzaltecos se manifestaron en contra de la decisión del presidente José María Reina Barrios de extender su mandato ya que violaba la Constitución de la República de ese entonces y además existía un descontento generalizado en el país por el despilfarro que el gobierno había hecho.{{refn|group=lower-alpha|En ese tiempo no existía todavía el Canal de Panamá -que se iba a empezar a construir hasta 1903- y la idea de Reina Barrios había sido poner todos sus esfuerzos en promocionar este ferrocarril mediante la Exposición Centroamericana de 1897; desafortunadamente, el ferrocarril no fue concluido a tiempo y la exposición fue un rotundo fracaso que quebró la economía del país, y obligó al presidente a tomar medidas de austeridad, como cerrar las escuelas públicas. Un grupo de revolucionarios, entre los que se encontraba el exministro de Reina Barrios Próspero Morales, tomó las armas con el fin de apoderarse de varias instituciones y evitar que el gobernante siguiera en el poder. El 7 de septiembre, día en que estalló la revolución, los alzados avanzaron contra San Marcos, en donde tomaron el cuartel militar, la cárcel, las oficinas de rentas y las de telégrafos de esa ciudad. El 15 de septiembre las fuerzas revolucionarias proclamaron su victoria sobre las fuerzas militares de Reina Barrios y las autoridades quetzaltecas desconocen al gobierno del presidente; posteriormente los revolucionarios tomaron Ocós, Colomba y Coatepeque, pero el 4 de octubre el ejército contraatacó y retomó el control dando fin a la revolución. El 23 de octubre de 1897, luego de los eventos bélicos, San Pedro Sacatepéquez pasó a ser la cabecera del departamento de San Marcos.

### Desastres naturales de 1902
En 1902, el gobierno del licenciado Manuel Estrada Cabrera publicó la Demarcación Política de la República, y en ella se describe a San Marcos de la siguiente manera: «su cabecera es la ciudad del mismo nombre, a 208 km de la capital de la República, es de un clima generalmente templado y en algunas partes frío.  Sus principales producciones son: maíz, trigo, frijol, avena, cebada y patatas.  Hay potreros para repastos y sus habitantes se dedican especialmente a la agricultura».
El 25 de octubre de ese año, el pueblo fue destruido por la erupción del Volcán Santa María, el cual antes de 1902 había estado inactivo por al menos quinientos años y posiblemente varios miles de años, pero su despertar fue claramente indicado por un enjambre sísmico en la región que comenzó en enero de 1902 y un fuerte terremoto destruyó la ciudad de Quetzaltenango el 18 de abril de 1902. La erupción comenzó el 24 de octubre, y las explosiones más grandes ocurrieron durante los siguientes dos días, expulsando aproximadamente 5,5 km³ de magma, siendo una de las mayores del siglo xx. Por la poca actividad previa en el Santa María, los habitantes locales no reconocieron la sismicidad precedente como un signo de aviso de una erupción. Al menos cinco mil personas murieron como resultado de la propia erupción, y un brote posterior de malaria mató muchos más.
La erupción del volcán lanzó una columna de material que alcanzó 28 kilómetros de altura y formó una nube obscura que cubrió la luz del sol durante varios días.  La erupción tardó 36 horas y formó un gran cráter en el franco suroccidental de la montaña, lo que formó el volcán Santiaguito.
En medio de la conmoción, la Jefatura Política y la Corporación Municipal se encargaron de organizar los recursos inmediatos de que disponían para socorrer a las víctimas, organizar la ayuda proveniente de los vecinos que la podían proporcionar y gestionarla al gobierno de la capital. En la ciudad de Guatemala el presidente Manuel Estrada Cabrera y su gabinete estaban ocupados en la organización de los festejos de Minerva. Su respuesta ante la catástrofe fue disminuirla y en el peor del caso, tratar de silenciarla evitando que los medios de prensa divulgaran las dimensiones de la catástrofe en la región occidental del país.
La respuesta oficial del gobierno central ante las autoridades quezaltecas fue de declarar no disponibilidad de fondos públicos, ya que recientemente se habían empleado en la ayuda para esa misma ciudad, para los damnificados por los terremotos del mes de abril, por lo cual era imposible atender a la petición. En tales circunstancias, el alcalde de la ciudad, en sesión extraordinaria informó a todos los miembros del consejo que a raíz de la erupción los pastos y siembras de la “la zona de occidente de la República” se arruinaron, por lo que entonces era de esperarse escasez de granos básicos, afectando tal situación especialmente a las personas de escasos recursos. Por tal razón, la corporación municipal decidió que doscientos pesos se invirtieran en la compra de alimentos para ser repartidos entre los más necesitados. Asimismo, el ganado de las haciendas estaba pereciendo. Empezaron a reportarse pérdidas, no solo por la desaparición de los rebaños sino también por la falta de ganado para abastecimiento de las carnicerías de la ciudad. Ante la escasez de alimentos en la región, el consejo municipal tomó la decisión de solicitar al gobierno central –la cual fue aprobada– la autorización para importar libre de gravamen dos mil quintales de harina hasta llegar a completar diez mil, durante los meses siguientes. 
La población fue afectada en distancias formas: para los indígenas fue verdaderamente catastrófica, no solamente porque perdieron parientes y amigos, sus casas y cosechas, sino además fueron obligados a trabajar en las labores de reconstrucción. Por su parte, los terratenientes vieron la oportunidad de resarcirse de los daños obteniendo otras tierras y así lo solicitaron al presidente Estrada Cabrera, quien les dio terrenos en San Miguel Uspantán en el Quiché y en San Miguel Panán en Suchitepéquez y Sololá, las que hasta entonces habían sido tierras comunitarias de los indígenas de la región.

### Reorganización territorial del gobierno de Jorge Ubico
El 16 de diciembre de 1935, el gobierno del general Jorge Ubico anexó a la población de San Pedro Sacatepéquez, formando un solo municipio que se llamó «La Unión San Marcos», considerándose que era importante eliminar municipios en todo el país por ser de utilidad y necesidad pública para paliar los efectos de la Gran Depresión en la economía nacional. Así mismo durante este periodo fue construido el Palacio Maya que serviria como sede de la nueva Municipalidad. No obstante, La Unión San Marcos fue suprimido el 20 de julio de 1945, un año después de la renuncia del presidente Ubico, y se volvieron a establecer los municipios de San Pedro Sacatepéquez y de San Marcos, pasando este último a ser nuevamente la cabecera del departamento.
A inicios de la tercera década del siglo xx las ciudades de San Pedro Sacatepéquez y de San Marcos se abastecían del fluido eléctrico utilizando una planta de energía eléctrica ubicada sobre el río Nahuatla, cuya capacidad era de 84kw. La estructura organizativa de la Empresa Eléctrica local (EE) estaba integrada por un Comité Administrativo, un gerente, tesorero, maquinistas y peones.  A mediados de la década de 1930 surgió la iniciativa por parte del gerente alemán,  Walter Fox, de establecer una segunda planta de energía eléctrica; sin embargo, Fox se retiró de la empresa dejando inconclusa la instalación de la segunda planta.  El comité de administración nombró un nuevo gerente, el también alemán Erwin Bhir, quien residía en la ciudad de Quetzaltenango quien se comprometió a finalizar la instalación instalar la segunda planta que tenía capacidad de 125kw. La planta se puso en funcionamiento a principios de la década de 1940 y prestaba servicios únicamente en jornada nocturna, pero su capacidad no era suficiente para cubrir la demanda de San Pedro y San Marcos.

### SigloXXI
Juan Alberto Ortiz López, alias «Chamalé» o el «Hermano Juanito», era un conocido finquero de San Marcos que habría fungido como el vínculo directo con Joaquín Archivaldo Guzmán Loera y el Cartel de Sinaloa en Guatemala.
En diciembre de 2010 el diario guatemalteco elPeriódico publicó una investigación basada en información que le proporcionó la Secretaría de Inteligencia Estratégica del Estado (SIE), en la cual explicaba que Ortiz y Guzmán operaban juntos y controlaban el departamento de San Marcos y los municipios fronterizos, desde donde cargamentos de droga habrían salido de Guatemala para ser transportada a México y después a Estados Unidos.
Mauro Salomón Ramírez Barrios, quien guarda prisión desde el 1 de octubre de 2010, supuestamente estaba bajo el mando de Ortiz, pero trató de apoderarse de su territorio, lo que provocó una fuerte enemistad entre ambos capos; de hecho, una intercepción telefónica determinó que Ortiz buscaba matar a Salomón mientras estaba en prisión y este, al escucharla, dio pormenores de la vida amorosa de Chamalé, lo que permitió ubicar a sus convivientes.
En los últimos meses antes de su captura en Guatemala, Ortiz ya no utilizaba los treinta guardaespaldas que lo acompañaban regularmente, reduciendo su protección a solamente tres o cuatro hombres. Asimismo, adquirió propiedades en Guatemala y México, incluyendo fincas ganaderas y dedicadas a la palma africana. Una de sus últimas apariciones públicas fue en abril de 2009 durante la feria de la cabecera departamental de San Marcos. En esa ocasión participó en un desfile hípico con algunos ejemplares.
Ortiz López también fue propietario de una empresa de cable en Malacatán, pastor de su iglesia evangélica en una de sus fincas del mismo municipio, y tenía registradas más de diez viviendas a su nombre entre Coatepeque Quetzaltenango (departamento) y Ayutla Tecún Umán y Malacatán.
El 8 de julio de 2015, la jueza Virginia Hernández, de la Corte del Distrito Medio de Florida, Estados Unidos, condenó a «Chamalé» a doscientos sesenta y dos meses de prisión y sesenta más de libertad condicional por considerársele culpable de vender, distribuir o almacenar drogas. Según el pliego de acuerdos entre el Gobierno de Estados Unidos y Chamalé, este último aceptó que traficó con drogas al menos desde cerca de 1998 hasta 2011 cuando fue detenido.

### Terremoto de San Marcos de 2012
San Marcos se vio afectado por el terremoto del 7 de noviembre de 2012.
En el departamento de San Marcos se registraron 30 muertos, así como edificios colapsados o con daños severos.
Un día después del sismo, se cuantificaron un total de 2966 evacuados, 5251 damnificados y 1,3 millón de afectados. Siete días después del terremoto, estas cifras incrementaron a 25941 evacuados y 26010 damnificados.
Los daños materiales fueron considerables en los departamentos afectados. Miles de viviendas sufrieron daños severos o fueron destruidas, carreteras fueron bloqueadas por deslizamientos y se produjeron cortes de electricidad y de comunicación. Según información preliminar de la Coordinadora Nacional para la Reducción de Desastres (CONRED), 12376 viviendas fueron afectadas, de las cuales 2637 fueron declaradas inhabitables.

## Demografía
El municipio tiene una población para el año 2021 de 49,115 habitantes según el estudio realizado por el Instituto Nacional de Estadística en el 2018 con una densidad de 406 personas por kilómetro cuadrado.

## División política
El municipio de San Marcos posee una ciudad, una colonia residencial y dieciséis aldeas.
| Zona urbana | Listado |
| ----------- | --- |
| Ciudad      | Ciudad de San Marcos, la cual está dividida en ocho cantones - San Francisco - Santo Domingo - San Nicolás - San Ramón - Santa Isabel - San Antonio - Santa Rosalía - Guadalupe                                                                    |
| Colonia     | Colonia Justo Rufino Barrios |
| Aldeas      | - Agua Caliente Grande - Barranca de Gálvez - El Bojonal - El Canaque - El Recreo - El Rincón - El Rodeo - La Federación - Ixtajel - Las Lagunas - San José Las Islas - San Sebastián - Serchil - San Rafael Soche - Caxaque - Santa Lucía Ixcamal |

## Geografía física

### Clima
La cabecera municipal de San Marcos tiene clima templado (Köppen:Cwb).
| Parámetros climáticos promedio de San Marcos | Parámetros climáticos promedio de San Marcos | Parámetros climáticos promedio de San Marcos | Parámetros climáticos promedio de San Marcos | Parámetros climáticos promedio de San Marcos | Parámetros climáticos promedio de San Marcos | Parámetros climáticos promedio de San Marcos | Parámetros climáticos promedio de San Marcos | Parámetros climáticos promedio de San Marcos | Parámetros climáticos promedio de San Marcos | Parámetros climáticos promedio de San Marcos | Parámetros climáticos promedio de San Marcos | Parámetros climáticos promedio de San Marcos | Parámetros climáticos promedio de San Marcos |
| Mes                                          | Ene.                                         | Feb.                                         | Mar.                                         | Abr.                                         | May.                                         | Jun.                                         | Jul.                                         | Ago.                                         | Sep.                                         | Oct.                                         | Nov.                                         | Dic.                                         | Anual                                        |
| -------------------------------------------- | -------------------------------------------- | -------------------------------------------- | -------------------------------------------- | -------------------------------------------- | -------------------------------------------- | -------------------------------------------- | -------------------------------------------- | -------------------------------------------- | -------------------------------------------- | -------------------------------------------- | -------------------------------------------- | -------------------------------------------- | -------------------------------------------- |
| Temp. máx. media (°C)                        | 17.4                                         | 17.8                                         | 19.4                                         | 20.3                                         | 20.5                                         | 19.7                                         | 19.6                                         | 20.1                                         | 19.6                                         | 18.8                                         | 18.3                                         | 17.8                                         | 19.1                                         |
| Temp. media (°C)                             | 10.0                                         | 10.3                                         | 11.8                                         | 13.3                                         | 14.8                                         | 14.8                                         | 14.5                                         | 14.4                                         | 14.5                                         | 13.6                                         | 11.9                                         | 11.0                                         | 12.9                                         |
| Temp. mín. media (°C)                        | 2.6                                          | 2.8                                          | 4.2                                          | 6.4                                          | 9.1                                          | 9.9                                          | 9.5                                          | 8.7                                          | 9.5                                          | 8.5                                          | 5.6                                          | 4.2                                          | 6.8                                          |
| Precipitación total (mm)                     | 7                                            | 6                                            | 28                                           | 70                                           | 237                                          | 352                                          | 269                                          | 301                                          | 321                                          | 227                                          | 20                                           | 15                                           | 1853                                         |
| Fuente: Climate-Data.org                     |                                              |                                              |                                              |                                              |                                              |                                              |                                              |                                              |                                              |                                              |                                              |                                              |                                              |

### Ubicación geográfica
San Marcos está ubicado en el departamento homónimo, y está completamente rodeado por municipios de dicho departamento:
- Norte: Ixchiguán y Tejutla
- Noroeste: Tajumulco
- Oeste: San Pablo
- Suroeste: San Rafael Pie de la Cuesta
- Sur: Esquipulas Palo Gordo y Nuevo Progreso[31]
- Sureste: San Cristóbal Cucho
- Este: Comitancillo, San Lorenzo y San Pedro Sacatepéquez

| Noroeste: Tajumulco                   | Norte: Ixchiguán Tejutla                  |                                                       |
| Oeste: San Pablo                      |                                           | Este: Comitancillo San Lorenzo San Pedro Sacatepéquez |
| Suroeste: San Rafael Pie de la Cuesta | Sur: Esquipulas Palo Gordo Nuevo Progreso | Sureste: San Cristóbal Cucho                          |

## Gobierno municipal
Los municipios se encuentran regulados en diversas leyes de la República, que establecen su forma de organización, lo relativo a la conformación de sus órganos administrativos y los tributos destinados para los mismos.  Aunque se trata de entidades autónomas, se encuentran sujetos a la legislación nacional y las principales leyes que los rigen desde 1985 son:
| N.º | Ley                                                | Descripción |
| --- | -------------------------------------------------- | --- |
| 1   | Constitución Política de la República de Guatemala | Tiene una regulación legal específica para los municipios en los artículos 253 al 262. |
| 2   | Ley Electoral y de Partidos Políticos              | Ley de carácter constitucional aplicable a los municipios en el tema de la conformación de sus autoridades electas. |
| 3   | Código Municipal                                   | Decreto 12-2002 del Congreso de la República de Guatemala. Tiene la categoría de ley ordinaria y contiene preceptos generales aplicables a todos los municipios, e inclusive contiene legislación referente a la creación de los municipios.             |
| 4   | Ley de Servicio Municipal                          | Decreto 1-87 del Congreso de la República de Guatemala. Regula las relaciones entra la municipalidad y los servidores públicos en materia laboral. Tiene su base constitucional en el artículo 262 de la constitución que ordena la emisión de la misma. |
| 5   | Ley General de Descentralización                   | Decreto 14-2002 del Congreso de la República de Guatemala. Regula el deber constitucional del Estado, y por ende del municipio, de promover y aplicar la descentralización y desconcentración económica y administrativa.                                |

El gobierno de los municipios está a cargo de un Concejo Municipal mientras que el código municipal —ley ordinaria que contiene disposiciones que se aplican a todos los municipios— establece que «el concejo municipal es el órgano colegiado superior de deliberación y de decisión de los asuntos municipales […] y tiene su sede en la circunscripción de la cabecera municipal»; el artículo 33 del mencionado código establece que «[le] corresponde con exclusividad al concejo municipal el ejercicio del gobierno del municipio».
El concejo municipal se integra con el alcalde, los síndicos y concejales, electos directamente por sufragio universal y secreto para un período de cuatro años, pudiendo ser reelectos.
Existen también las Alcaldías Auxiliares, los Comités Comunitarios de Desarrollo (COCODE), el Comité Municipal del Desarrollo (COMUDE), las asociaciones culturales y las comisiones de trabajo. Los alcaldes auxiliares son elegidos por las comunidades de acuerdo con sus principios y tradiciones, y se reúnen con el alcalde municipal el primer domingo de cada mes, mientras que los Comités Comunitarios de Desarrollo y el Comité Municipal de Desarrollo organizan y facilitan la participación de las comunidades priorizando necesidades y problemas.
Los alcaldes que ha habido en el municipio son:
- 2012-2016: Carlos Barrios Sacher[34]
- 2016-2020: Sirilo López
- 2020-2024: Willy Rene Juarez
- 2024-2028: Otto Castillo

## Deportes

### El estadio Marquesa de la Ensenada
El estadio de San Marcos, sede del equipo de fútbol del Deportivo Marquense, lleva el nombre del título de la tercera hija del general Justo Rufino Barrios, expresidente de Guatemala y oriundo del Departamento de San Marcos del municipio de San Lorenzo: marquesa de la Ensenada. María Josefa Barrios Aparicio al igual que sus hermanas, participó en las tertulias literarias que eran frecuentes en su casa en Madrid, a donde se mudó con su madre tras la muerte del general Barrios en 1885 y en donde eran frecuentes las visitas de la aristocracia española. Se casó en junio de 1916 con el oficial del Ejército Tomás Terrazas y Azpeitia, marqués de la Ensenada.  Terrazas y Azpetia, el IV Marqués de la Ensenada, heredó el título de sus antepasados y murió en 1923; María Josefa heredó entonces el título y vivió 36 años más, falleciendo el 11 de abril de 1959. Fue la última descendiente directa de la familia Barrios Aparicio; además del título de marquesa de la Ensenada, recibió el de IV marquesa de Vista Bella, debido a que sucedió a su hermana mayor, Elena, tras las muerte de ésta.
El estadio Marquesa de la Ensenada fue inaugurado el 22 de abril de 1963; María Josefa Barrios donó pocos años antes de morir trescientos cincuenta mil quetzalez para su construcción y la del gimnasio «Aurelio Fallabela»; el recinto tiene capacidad para, aproximadamente, diez mil personas y se planificó durante la gestión del alcalde Alejandro De León. La gramilla se llevó de la finca Merceditas, ubicada en San Rafael Pie de la Cuesta, propiedad del jefe edil, recuerda Héctor De León, hijo del exjefe municipal y para la inauguración fue invitado a jugar El Atlante, de El Salvador, y se disputó un clásico futbolístico entre los equipos de Comunicaciones y Municipal.

## Galería de imágenes
San Marcos en 1940

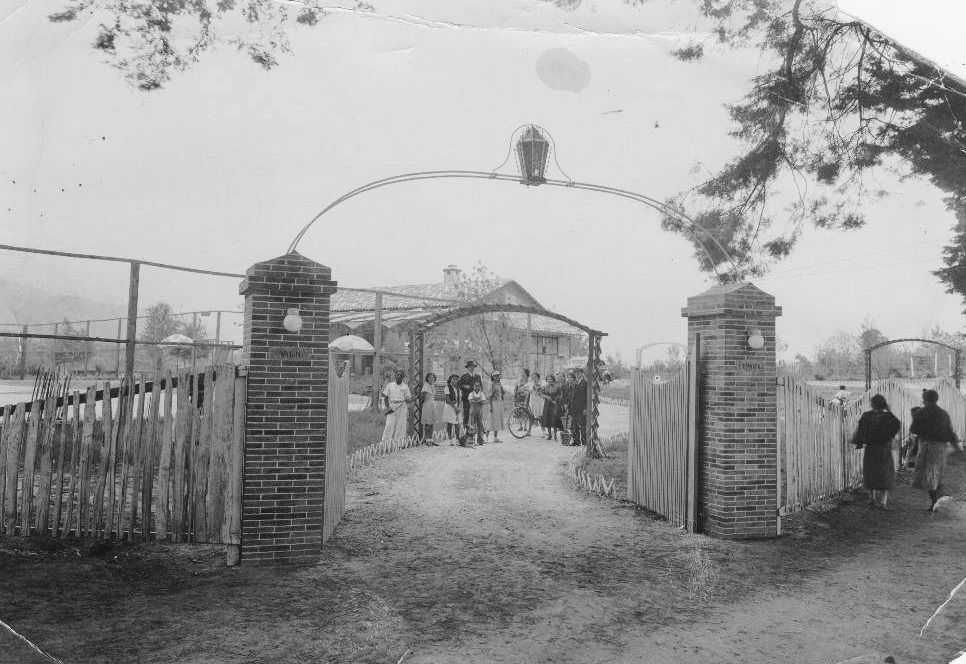
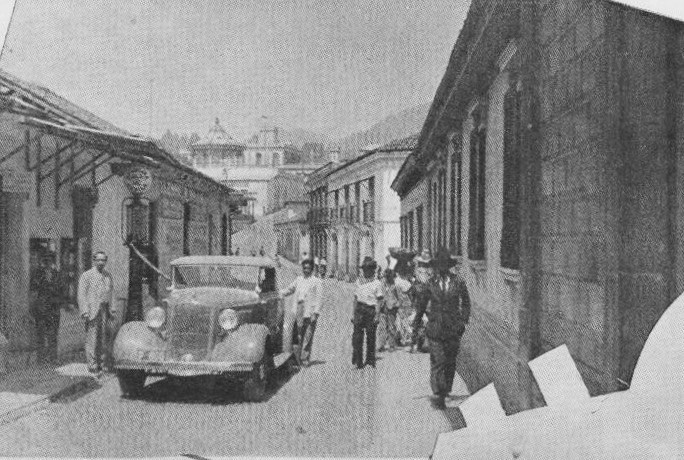
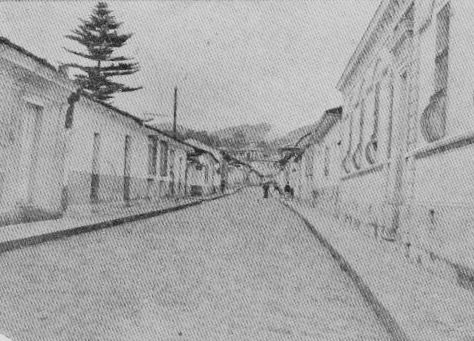
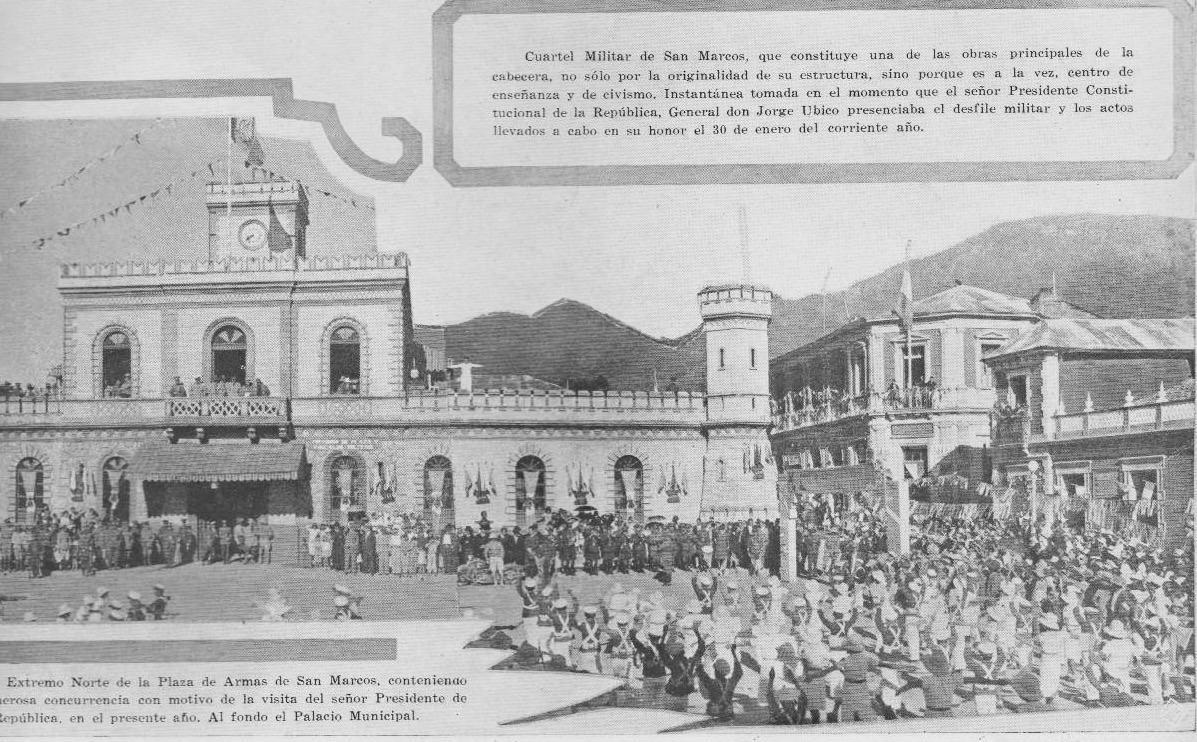
Visita del presidente, general Jorge Ubico.

## Otras cabeceras departamentales
| Departamento   | Cabecera       | Departamento | Cabecera              | Departamento  | Cabecera            | Departamento  | Cabecera                               |
| -------------- | -------------- | ------------ | --------------------- | ------------- | ------------------- | ------------- | -------------------------------------- |
| Alta Verapaz   | Cobán          | Baja Verapaz | Salamá                | Chimaltenango | Chimaltenango       | Chiquimula    | Chiquimula                             |
| El Progreso    | Guastatoya     | Escuintla    | Escuintla             | Guatemala     | Ciudad de Guatemala | Huehuetenango | Huehuetenango                          |
| Izabal         | Puerto Barrios | Jalapa       | Jalapa                | Jutiapa       | Jutiapa             | Petén         | Isla de Flores, Santa Elena de la Cruz |
| Quetzaltenango | Quetzaltenango | Quiché       | Santa Cruz del Quiché | Retalhuleu    | Retalhuleu          | Sacatepéquez  | Antigua Guatemala                      |
| San Marcos     | San Marcos     | Santa Rosa   | Cuilapa               | Sololá        | Sololá              | Suchitepéquez | Mazatenango                            |
| Totonicapán    | Totonicapán    | Zacapa       | Zacapa                |               |                     |               |                                        |